# ELK Haus (equip ciclista)
L'equip ELK Haus (codi UCI: ELK) va ser un equip ciclista austríac que competó professionalment de 2002 a 2009, encara que abans ja existia de manera amateur. Va tenir categoria continental el 2005 i continental professional de 2006 a 2009.
No s'ha de confondre amb l'equip Varta-ELK Haus.

## Principals victòries
- Gran Premi de Frankfurt sub-23: Bernhard Kohl (2002), Stefan Denifl (2008)
- Poreč Trophy: Jochen Summer (2005)
- Volta a Àustria: Thomas Rohregger (2008)
- Neuseen Classics: Steffen Radochla (2008)
- Gran Premi Raiffeisen: Markus Eibegger (2009)
- Volta a Turíngia: Stefan Denifl (2009)

### Grans Voltes
- Tour de França
  - 0 participacions
- Giro d'Itàlia
  - 0 participacions
- Volta a Espanya
  - 0 participacions

## Classificacions UCI
Fins al 1998 els equips ciclistes es trobaven classificats dins l'UCI en una única categoria. El 1999 la classificació UCI per equips es dividí entre GSI, GSII i GSIII. D'acord amb aquesta classificació els Grups Esportius I són la primera categoria dels equips ciclistes professionals. La següent classificació estableix la posició de l'equip en finalitzar la temporada.
| Temporada | Classificació per equips | Millor ciclista en la classificació individual |
| --------- | ------------------------ | ---------------------------------------------- |
| 2002      | 11è (GSIII)              | Bernhard Kohl (610è)                           |
| 2003      | 41è (GSIII)              | Harald Morscher (1153è)                        |
| 2004      | 20è (GSII)               | Stefan Rucker (830è)                           |

L'equip participa en les proves dels circuits continentals i principalment en les curses del calendari de l'UCI Europa Tour.
UCI Àfrica Tour
| Temporada | Classificació per equips | Millor ciclista en la classificació individual |
| --------- | ------------------------ | ---------------------------------------------- |
| 2008      | 12è                      | Stefan Rucker (74è)                            |

UCI Amèrica Tour
| Temporada | Classificació per equips | Millor ciclista en la classificació individual |
| --------- | ------------------------ | ---------------------------------------------- |
| 2009      | 21è                      | Harald Starzengruber (96è)                     |

UCI Europa Tour
| Temporada | Classificació per equips | Millor ciclista en la classificació individual |
| --------- | ------------------------ | ---------------------------------------------- |
| 2005      | 80è                      | Jochen Summer (287è)                           |
| 2006      | 55è                      | Christian Pfannberger (109è)                   |
| 2007      | 20è                      | Christian Pfannberger (20è)                    |
| 2008      | 36è                      | Thomas Rohregger (46è)                         |
| 2009      | 27è                      | Markus Eibegger (75è)                          |